# Bridget Sloan
Bridget Elizabeth Sloan (* 23. Juni 1992 in Cincinnati, Ohio) ist eine US-amerikanische Turnerin. Sie ist die Mehrkampfweltmeisterin des Jahres 2009. Zudem gewann sie mit der US-amerikanischen Mannschaft Silber bei den Olympischen Spielen 2008 in Peking.

## Leben
Bridget Sloan wurde am 23. Juni 1992 in Cincinnati geboren. Heute lebt sie mit ihren Eltern und drei Geschwistern in Pittsboro, Indiana. Sie trainiert in Indianapolis, wo sie im Alter von vier Jahren mit dem Turnen begann.
Im vorolympischen Jahr 2007 wurde Sloan bei den Amerikanischen Meisterschaften überraschend fünfte im Mehrkampf und zweite am Boden. In der Folge reiste sie als Ersatzturnerin zu den Weltmeisterschaften nach Stuttgart, kam hier jedoch nicht zum Einsatz. Beim Testwettkampf Good Luck Beijing für die Olympischen Spiele in Peking konnte sie im gleichen Jahr einen dritten Platz im Mehrkampf erreichen.
Im März 2008 zog sie sich beim Einturnen am Sprung während eines Wettkampfs in Italien eine Meniskusverletzung zu, erholte sich jedoch rechtzeitig, um bei den Olympischen Spielen starten zu können. In Peking gewann Sloan eine Silbermedaille im Mannschaftsmehrkampf und wurde siebte am Sprung.
Anders als ihre Teamkolleginnen aus der Olympiamannschaft startete Sloan auch 2009 bei den Amerikanischen Meisterschaften an allen Geräten. Sie wurde amerikanische Meisterin am Boden, am Stufenbarren und im Mehrkampf, sowie Vizemeisterin am Sprung. Einzig am Schwebebalken erreichte sie mit einem fünften Platz keinen Podestplatz.
Bei den Weltmeisterschaften 2009 in London gewann Sloan den Mehrkampf. Nach drei Geräten noch hinter Rebecca Bross gelegen, konnte Sloan den Wettkampf mit ihrem Auftritt am Boden ohne größere Fehler für sich entscheiden. Im Stufenbarrenfinale erreichte Sloan einen sechsten Platz.